# Лахманів закон
Ла́хманів зако́н — фонетичний закон у латинській мові, що його 1850 року відкрив К. Лахман. Суть закону полягає в тім, що в латинських дієприкметниках на -tus подовжувався короткий кореневий голосний, якщо дієслівний корінь закінчувався на дзвінкий: 
- ăgo → āctus;
- tĕgo → tectus;
- cădo → cāsus (*kadtos).

## Уточнення
Кореневий голосний подовжувався тільки в дієприкметниках із суфіксом -to-, які витіснили індоєвропейські віддієслівні прикметники із суфіксом -no-:
- *tud-n-os (скр. tunnah) → *tud-t-os → *tuttos.

## Суперечності
Індоєвропейським мовам не притаманне подовження попереднього голосного: лат. āctus, але гр. ăktos. Закон моає винятки: sĕdeo → sĕssus, fĭngo → fĭctus.